# База (интерферометр)

Рис. 1. Геометрия элементарного (две антенны) радиоинтерферометра.

База — геометрический отрезок, соединяющий любые два приёмных элемента (антенна, телескоп) интерферометра. На рисунке 1 представлено геометрическое расположение элементов интерферометра, где D — суть длина базы. Чем длиннее база, тем меньше (лучше) разрешающая способность интерферометра .
Этот термин главным образом используется в интерферометрии радиодиапазона (см. Радиотелескоп).
Элементарный интерферометр состоит из двух элементов (антенн, зеркал) и, следовательно, из одной базы. Трёхэлементный интерферометр состоит из трёх баз, четырёхэлементный — из шести баз, и т. д.

## Основные формулы
База является определяющим параметром интерферометра. Длина базы D аналогична диаметру d главного зеркала оптического или радиотелескопа, в случае их использования как одиночного инструмента. Разрешающая способность Δθ отдельного телескопа определяется диаметром d его зеркала, выраженным в длинах волн λ диапазона, на котором ведётся наблюдение:
Эта формула справедлива и для случая интерферометра, но с проекцией базы на плоскость, перпендикулярную направлению на источник:
| {\displaystyle \Delta \theta ={\frac {\lambda }{D\cos(\theta )}}} (рад). |

## Примеры

### VLA
VLA (Very Large Array (рус. Очень Большая Антенная Решётка, Сверхбольшая Антенная Решётка)) — 27 радиотелескопов в штате Нью-Мексико (США), работающих как единая многовибраторная сложная антенна — антенная решётка. 

### «Квазар»
Российский радиоинтерферометр со сверхдлинными базами «Квазар» состоит из трёх радиотелескопов РТ-32, расположенных в обсерваториях «Светлое», «Зеленчукская» и «Бадары». В таблице приведены значения длин баз «Квазара» на эпоху 2000.0, согласно работе:
| Длина базы     | «Светлое» | «Зеленчукская» | «Бадары» |
| «Светлое»      |           | 2015 км        | 4282 км  |
| «Зеленчукская» | 2015 км   |                | 4405 км  |
| «Бадары»       | 4282 км   | 4405 км        |          |